# جمال كانغنام
جمال جانغنام (بالكورية: 내 아이디는 강남미인)؛ هو مسلسل تلفزيوني كوري جنوبي من بطولة إيم سوهيانغ، تشا إن وو، جو وو ري وكواك دونغ يون. عرض المسلسل على قناة جاي تي بي سي في الفترة من 27 يوليو حتى 15 سبتمبر 2018.
نالت الدراما الثناء لتصويرها للقضايا المؤثرة في المجتمع الكوري الجنوبي، لا سيما فيما يتعلق بمعايير الجمال السطحية والتمييز على أساس المظهر الجسدي. كما حققت الحلقة الأخير من المسلسل حوالي 1.6 مليون مشاهدة على مستوى البلاد.

## القصة
خضعت كانج مي راي لجراحة تجميل بعد التنمُّر عليها بسبب مظهرها، ولكنها بعد ذلك أصبحت تتعرض للمضايقات وأطلق عليها لقب “وحش عملية التجميل بجانجنام” ستروي هذه القصة حكايتها واستعادتها لثقتها بنفسها أثناء تعرّفها على دو كيونج سوك، زميلها بالجامعة.

## الاستقبال
حاز المسلسل على الكثير من الثناء لتصويره المبهم لطفولة الشخصية الرئيسية. أشاد المشاهدون بالمخرج تشوي في أختياره المدروس للشخصيات.
حقق المسلسل نجاحًا تجاريًا ونال ثناءً نقديًا لطرح أسئلة حول التركيز الذي يضعه المجتمع على المظاهر والمعنى الحقيقي للسعادة والجمال.
ذهب طاقم العمل والتمثيل في إجازة مكافأة إلى مدينة سيبو بالفلبين لمدة 4 ليالٍ و 5 أيام في 19 أكتوبر 2018.

## المشاهدات
| الموسم | الموسم | رقم الحلقة | رقم الحلقة | رقم الحلقة | رقم الحلقة | رقم الحلقة | رقم الحلقة | رقم الحلقة | رقم الحلقة | رقم الحلقة | رقم الحلقة | رقم الحلقة | رقم الحلقة | رقم الحلقة | رقم الحلقة | رقم الحلقة | رقم الحلقة | المتوسط |
| الموسم | الموسم | 1          | 2          | 3          | 4          | 5          | 6          | 7          | 8          | 9          | 10         | 11         | 12         | 13         | 14         | 15         | 16         | المتوسط |
| ------ | ------ | ---------- | ---------- | ---------- | ---------- | ---------- | ---------- | ---------- | ---------- | ---------- | ---------- | ---------- | ---------- | ---------- | ---------- | ---------- | ---------- | ------- |
|        | 1      | 0.754      | 0.878      | 0.916      | 1.197      | 0.944      | 1.075      | 1.076      | 1.296      | 1.242      | 1.385      | 1.127      | 1.620      | 1.261      | 1.572      | 1.485      | 1.643      | 1.217   |

| الحلقة | تاريخ البث الأصلي | متوسط حصة الجمهور | متوسط حصة الجمهور |
| الحلقة | تاريخ البث الأصلي | إيه جي بي نيلسن   | إيه جي بي نيلسن   |
| الحلقة | تاريخ البث الأصلي | على الصعيد الوطني | سيول              |
| ------ | ----------------- | ----------------- | ----------------- |
| 1      | 27 يوليو 2018     | 2.885٪            | 3.049٪            |
| 2      | 28 يوليو 2018     | 3.302٪            | 3.509٪            |
| 3      | 3 أغسطس 2018      | 3.066٪            | 3.355٪            |
| 4      | 4 أغسطس 2018      | 4.027٪            | 4.061٪            |
| 5      | 10 أغسطس 2018     | 3.326٪            | 3.837٪            |
| 6      | 11 أغسطس 2018     | 3.612٪            | 3.415٪            |
| 7      | 17 أغسطس 2018     | 3.963٪            | 4.784٪            |
| 8      | 18 أغسطس 2018     | 4.392٪            | 4.542٪            |
| 9      | 24 أغسطس 2018     | 4.391٪            | 5.046٪            |
| 10     | 25 أغسطس 2018     | 5.022٪            | 5.549٪            |
| 11     | 31 أغسطس 2018     | 4.492٪            | 4.598٪            |
| 12     | 1 سبتمبر 2018     | 5.436٪            | 5.825٪            |
| 13     | 7 سبتمبر 2018     | 4.768٪            | 5.513٪            |
| 14     | 8 سبتمبر 2018     | 5.033٪            | 5.265٪            |
| 15     | 14 سبتمبر 2018    | 4.832٪            | 5.783٪            |
| 16     | 15 سبتمبر 2018    | 5.753٪            | 6.186٪            |
| المعدل | المعدل            | 4.269٪            | 4.645٪            |

## الانتاج
المسلسل من تأليف تشوي سو يونغ الذي كتب مسلسل (السيدة العزباء الماكرة ، 2014).
تمت القراءة الأولى للسيناريو في 30 مايو 2018 في مبنى JTBC في سانجام دونج، سيئول، كوريا الجنوبية.

## روابط خارجية
- هويتي هى جميلة جانجنام على موقع IMDb (الإنجليزية)
- هويتي هى جميلة جانجنام على موقع نتفليكس (الإنجليزية)
- هويتي هى جميلة جانجنام على موقع كينوبويسك (الروسية)
- هويتي هى جميلة جانجنام على موقع قاعدة بيانات الفيلم (الإنجليزية)